# Barbara Paulus
Pour les articles homonymes, voir Paulus.
Barbara Paulus, née le 1er septembre 1970 à Vienne en Autriche, est une joueuse de tennis autrichienne, professionnelle de juillet 1986 à 2001.
Elle a atteint à cinq occasions les huitièmes de finale en simple dans une épreuve du Grand Chelem et gagné sept tournois WTA pendant sa carrière, dont un en double dames.
Régulière au tout meilleur niveau, en dépit d'une mauvaise blessure venue gâcher sa progression en 1993-1994, Barbara Paulus demeure à ce jour, avec Judith Wiesner et Barbara Schett, l'une des meilleures Autrichiennes de l'histoire de son sport.

## Palmarès

### Titres en simple dames
| No | Date       | Nom et lieu du tournoi             | Catégorie | Dotation  | Surface      | Finaliste        | Score         |          |
| -- | ---------- | ---------------------------------- | --------- | --------- | ------------ | ---------------- | ------------- | -------- |
| 1  | 16/05/1988 | European Open, Genève              | Tier V    | 100 000 $ | Terre (ext.) | Lori McNeil      | 6-4, 5-7, 6-1 | Parcours |
| 2  | 21/05/1990 | Geneva European Open, Genève       | Tier IV   | 150 000 $ | Terre (ext.) | Helen Kelesi     | 2-6, 7-5, 7-6 | Parcours |
| 3  | 11/09/1995 | Warsaw Cup by Heros, Varsovie      | Tier III  | 161 250 $ | Terre (ext.) | Alexandra Fusai  | 7-6, 4-6, 6-1 | Parcours |
| 4  | 13/11/1995 | Volvo Open, Pattaya                | Tier IV   | 107 500 $ | Dur (ext.)   | Yi Jingqian      | 6-4, 6-3      | Parcours |
| 5  | 05/08/1996 | Meta Styrian Open, Maria Lankowitz | Tier IV   | 107 500 $ | Terre (ext.) | Sandra Cecchini  | 0-0, ab.      | Parcours |
| 6  | 21/07/1997 | Warsaw Cup by Heros, Varsovie      | Tier III  | 164 250 $ | Terre (ext.) | Henrieta Nagyová | 6-4, 6-4      | Parcours |

### Finales en simple dames
| No | Date       | Nom et lieu du tournoi                   | Catégorie | Dotation  | Surface         | Vainqueure         | Score         |          |
| -- | ---------- | ---------------------------------------- | --------- | --------- | --------------- | ------------------ | ------------- | -------- |
| 1  | 08/08/1988 | Vitosha The New Otani, Sofia             | Tier V    | 100 000 $ | Terre (ext.)    | Conchita Martínez  | 6-1, 6-2      | Parcours |
| 2  | 10/07/1989 | Arcachon Cup, Arcachon                   | Tier V    | 100 000 $ | Terre (ext.)    | Judith Wiesner     | 6-3, 6-7, 6-1 | Parcours |
| 3  | 08/01/1990 | Holden NSW Open, Sydney                  | Tier III  | 225 000 $ | Dur (ext.)      | Natasha Zvereva    | 4-6, 6-1, 6-3 | Parcours |
| 4  | 09/07/1990 | Torneo Internazionale, Palerme           | Tier IV   | 75 000 $  | Terre (ext.)    | Isabel Cueto       | 6-2, 6-2      | Parcours |
| 5  | 15/10/1990 | Porsche Tennis GP, Filderstadt           | Tier II   | 350 000 $ | Dur (int.)      | Mary Joe Fernández | 6-1, 6-3      | Parcours |
| 6  | 01/01/1996 | Amway Classic, Auckland                  | Tier IV   | 107 500 $ | Dur (ext.)      | Sandra Cacic       | 6-3, 1-6, 6-4 | Parcours |
| 7  | 01/04/1996 | Family Circle Mag. Cup, Hilton Head      | Tier I    | 926 250 $ | Terre (ext.)    | Arantxa Sánchez    | 6-2, 2-6, 6-2 | Parcours |
| 8  | 20/05/1996 | Internationaux de Strasbourg, Strasbourg | Tier III  | 164 250 $ | Terre (ext.)    | Lindsay Davenport  | 6-3, 7-6      | Parcours |
| 9  | 16/09/1996 | Warsaw Cup by Heros, Varsovie            | Tier III  | 164 250 $ | Terre (ext.)    | Henrieta Nagyová   | 3-6, 6-2, 6-1 | Parcours |
| 10 | 28/10/1996 | Kremlin Cup, Moscou                      | Tier III  | 400 000 $ | Moquette (int.) | Conchita Martínez  | 6-1, 4-6, 6-4 | Parcours |
| 11 | 20/10/1997 | SEAT Open, Luxembourg                    | Tier III  | 164 250 $ | Moquette (int.) | Amanda Coetzer     | 6-4, 3-6, 7-5 | Parcours |

### Titre en double dames
| No | Date       | Nom et lieu du tournoi      | Catégorie | Dotation  | Surface      | Partenaire        | Finalistes                     | Score         |          |
| -- | ---------- | --------------------------- | --------- | --------- | ------------ | ----------------- | ------------------------------ | ------------- | -------- |
| 1  | 08/08/1988 | Vitosha The New Otani Sofia | Tier V    | 100 000 $ | Terre (ext.) | Conchita Martínez | Sabrina Goleš Katerina Maleeva | 1-6, 6-1, 6-4 | Parcours |

### Finale en double dames
Aucune

## Parcours en Grand Chelem

### En simple dames
| Année | Open d'Australie | Open d'Australie | Internationaux de France | Internationaux de France | Wimbledon       | Wimbledon        | US Open         | US Open           |
| ----- | ---------------- | ---------------- | ------------------------ | ------------------------ | --------------- | ---------------- | --------------- | ----------------- |
| 1987  | -                | -                | 3e tour (1/16)           | Arantxa Sánchez          | 1er tour (1/64) | Nathalie Tauziat | -               | -                 |
| 1988  | -                | -                | 3e tour (1/16)           | Martina Navrátilová      | -               | -                | -               | -                 |
| 1989  | -                | -                | 2e tour (1/32)           | Neige Dias               | -               | -                | 4e tour (1/8)   | Arantxa Sánchez   |
| 1990  | 4e tour (1/8)    | Patty Fendick    | -                        | -                        | 1er tour (1/64) | Sarah Loosemore  | 4e tour (1/8)   | Arantxa Sánchez   |
| 1991  | 2e tour (1/32)   | Rachel McQuillan | -                        | -                        | -               | -                | 2e tour (1/32)  | Gabriela Sabatini |
| 1992  | 1er tour (1/64)  | Rene Simpson     | -                        | -                        | -               | -                | 1er tour (1/64) | Noëlle van Lottum |
| 1995  | 4e tour (1/8)    | Marianne Werdel  | 1er tour (1/64)          | Debbie Graham            | 2e tour (1/32)  | Christina Singer | 2e tour (1/32)  | Natalia Baudone   |
| 1996  | 2e tour (1/32)   | Martina Hingis   | 3e tour (1/16)           | Gala León García         | -               | -                | 3e tour (1/16)  | Anna Kournikova   |
| 1997  | -                | -                | 4e tour (1/8)            | Martina Hingis           | 2e tour (1/32)  | Naoko Kijimuta   | 1er tour (1/64) | Joannette Kruger  |
| 1998  | 1er tour (1/64)  | Amanda Coetzer   | 1er tour (1/64)          | Alexandra Fusai          | 1er tour (1/64) | Naoko Sawamatsu  | 1er tour (1/64) | Nathalie Dechy    |

À droite du résultat, l’ultime adversaire.

### En double dames
| Année | Open d'Australie            | Open d'Australie        | Internationaux de France     | Internationaux de France   | Wimbledon                    | Wimbledon                 | US Open                      | US Open                 |
| ----- | --------------------------- | ----------------------- | ---------------------------- | -------------------------- | ---------------------------- | ------------------------- | ---------------------------- | ----------------------- |
| 1989  | -                           | -                       | 1er tour (1/32) R. Zrubáková | Louise Allen Beverly Bowes | -                            | -                         | 1er tour (1/32) R. Zrubáková | I. Demongeot N. Tauziat |
| 1990  | 2e tour (1/16) R. Zrubáková | B. Schultz A. Temesvári | -                            | -                          | 1er tour (1/32) R. Zrubáková | Katrina Adams Lori McNeil | 1er tour (1/32) R. Zrubáková | S. Cecchini P. Tarabini |

Sous le résultat, la partenaire ; à droite, l’ultime équipe adverse.

### En double mixte
| Année | Open d'Australie            | Open d'Australie         | Internationaux de France | Internationaux de France | Wimbledon | Wimbledon | US Open | US Open |
| 1990  | 2e tour (1/8) A. Antonitsch | Zina Garrison Rick Leach | -                        | -                        | -         | -         | -       | -       |

Sous le résultat, le partenaire ; à droite, l’ultime équipe adverse.

## Parcours aux Masters

### En simple dames
| # | Date       | Nom de l'édition                      | ($)       | Surface         | Résultat       | Ultime adversaire | Score    |          |
| - | ---------- | ------------------------------------- | --------- | --------------- | -------------- | ----------------- | -------- | -------- |
| 1 | 12/11/1990 | Virginia Slims Championships New York | 3 000 000 | Moquette (int.) | 1er tour (1/8) | Monica Seles      | 6-2, 6-2 | Parcours |
| 2 | 18/11/1996 | Chase Championships New York          | 2 000 000 | Moquette (int.) | 1er tour (1/8) | Lindsay Davenport | 6-3, 6-2 | Parcours |

## Parcours aux Jeux olympiques

### En simple dames
| # | Date       | Nom de l'olympiade             | Surface      | Résultat       | Ultime adversaire | Score    |          |
| - | ---------- | ------------------------------ | ------------ | -------------- | ----------------- | -------- | -------- |
| 1 | 20/09/1988 | Olympic Tennis Event Séoul     | Dur (ext.)   | 3e tour (1/8)  | Zina Garrison     | 7-5, 6-2 | Parcours |
| 2 | 28/07/1992 | Olympic Tennis Event Barcelone | Terre (ext.) | 2e tour (1/16) | Anke Huber        | 6-4, 6-1 | Parcours |

## Parcours en Coupe de la Fédération
| #                                                                          | Date       | Lieu       | Surface      | Gagnante(s)                     | Perdante(s)                        | Score          |          |
|                                                                            |            |            |              |                                 |                                    |                |          |
| 1989 - 1er tour (groupe mondial) - Mexique - Autriche - 1 : 2              |            |            |              |                                 |                                    |                |          |
| 1                                                                          | 03/10/1989 | Tokyo      | Dur (ext.)   | Xochitl Escobedo                | Barbara Paulus                     | 3-6, 6-4, 6-3  | Parcours |
| 1                                                                          | 03/10/1989 | Tokyo      | Dur (ext.)   | Barbara Paulus Judith Wiesner   | Xochitl Escobedo Claudia Hernandez | 6-3, 6-4       | Parcours |
|                                                                            |            |            |              |                                 |                                    |                |          |
| 1989 - 2e tour (groupe mondial) - Grande-Bretagne - Autriche - 1 : 2       |            |            |              |                                 |                                    |                |          |
| 2                                                                          | 03/10/1989 | Tokyo      | Dur (ext.)   | Barbara Paulus                  | Jo Durie                           | 2-6, 6-4, 6-3  | Parcours |
| 2                                                                          | 03/10/1989 | Tokyo      | Dur (ext.)   | Jo Durie Anne Hobbs             | Barbara Paulus Petra Ritter        | 3-6, 7-63, 6-3 | Parcours |
|                                                                            |            |            |              |                                 |                                    |                |          |
| 1989 - 1/4 de finale (groupe mondial) - États-Unis - Autriche - 3 : 0      |            |            |              |                                 |                                    |                |          |
| 3                                                                          | 03/10/1989 | Tokyo      | Dur (ext.)   | Martina Navrátilová             | Barbara Paulus                     | 6-4, 6-1       | Parcours |
| 3                                                                          | 03/10/1989 | Tokyo      | Dur (ext.)   | Martina Navrátilová Pam Shriver | Barbara Paulus Judith Wiesner      | 6-1, 6-2       | Parcours |
|                                                                            |            |            |              |                                 |                                    |                |          |
| 1990 - 1er tour (groupe mondial) - Autriche - Bulgarie - 3 : 0             |            |            |              |                                 |                                    |                |          |
| 4                                                                          | 23/07/1990 | Atlanta    | Dur (ext.)   | Barbara Paulus                  | Dora Rangelova                     | 6-2, 6-3       | Parcours |
| 4                                                                          | 23/07/1990 | Atlanta    | Dur (ext.)   | Barbara Paulus Judith Wiesner   | Galia Angelova Dora Rangelova      | 6-0, 6-2       | Parcours |
|                                                                            |            |            |              |                                 |                                    |                |          |
| 1990 - 2e tour (groupe mondial) - Autriche - Japon - 2 : 1                 |            |            |              |                                 |                                    |                |          |
| 5                                                                          | 23/07/1990 | Atlanta    | Dur (ext.)   | Barbara Paulus                  | Kimiko Date                        | 6-3, 7-65      | Parcours |
| 5                                                                          | 23/07/1990 | Atlanta    | Dur (ext.)   | Maya Kidowaki Nana Miyagi       | Barbara Paulus Beate Reinstadler   | 6-0, 6-0       | Parcours |
|                                                                            |            |            |              |                                 |                                    |                |          |
| 1990 - 1/4 de finale (groupe mondial) - Autriche - Grande-Bretagne - 2 : 1 |            |            |              |                                 |                                    |                |          |
| 6                                                                          | 23/07/1990 | Atlanta    | Dur (ext.)   | Barbara Paulus                  | Jo Durie                           | 7-63, 5-7, 6-4 | Parcours |
| 6                                                                          | 23/07/1990 | Atlanta    | Dur (ext.)   | Jo Durie Clare Wood             | Barbara Paulus Beate Reinstadler   | 5-2, ab.       | Parcours |
|                                                                            |            |            |              |                                 |                                    |                |          |
| 1990 - 1/2 finale (groupe mondial) - États-Unis - Autriche - 3 : 0         |            |            |              |                                 |                                    |                |          |
| 7                                                                          | 23/07/1990 | Atlanta    | Dur (ext.)   | Jennifer Capriati               | Barbara Paulus                     | 6-3, 6-4       | Parcours |
| 7                                                                          | 23/07/1990 | Atlanta    | Dur (ext.)   | Patty Fendick Gigi Fernández    | Barbara Paulus Judith Wiesner      | 6-1, 7-65      | Parcours |
|                                                                            |            |            |              |                                 |                                    |                |          |
| 1991 - 1er tour (groupe mondial) - Autriche - Portugal - 3 : 0             |            |            |              |                                 |                                    |                |          |
| 8                                                                          | 23/07/1991 | Nottingham |              | Barbara Paulus                  | Sofia Prazeres                     | 7-5, 6-0       | Parcours |
|                                                                            |            |            |              |                                 |                                    |                |          |
| 1991 - 2e tour (groupe mondial) - Autriche - Finlande - 2 : 1              |            |            |              |                                 |                                    |                |          |
| 9                                                                          | 24/07/1991 | Nottingham |              | Petra Thoren                    | Barbara Paulus                     | 6-0, 6-3       | Parcours |
|                                                                            |            |            |              |                                 |                                    |                |          |
| 1991 - 1/4 de finale (groupe mondial) - Autriche - États-Unis - 1 : 2      |            |            |              |                                 |                                    |                |          |
| 10                                                                         | 25/07/1991 | Nottingham |              | Mary Joe Fernández              | Barbara Paulus                     | 6-1, 6-1       | Parcours |
|                                                                            |            |            |              |                                 |                                    |                |          |
| 1996 - 1/4 de finale (groupe mondial) - Autriche - États-Unis - 2 : 3      |            |            |              |                                 |                                    |                |          |
| 11                                                                         | 27/04/1996 | Salzbourg  | Terre (ext.) | Barbara Paulus                  | Jennifer Capriati                  | 6-2, 6-4       | Parcours |
| 11                                                                         | 27/04/1996 | Salzbourg  | Terre (ext.) | Mary Joe Fernández              | Barbara Paulus                     | 6-3, 7-64      | Parcours |
|                                                                            |            |            |              |                                 |                                    |                |          |
| 1996 - Barrage (groupe mondial I) - Autriche - Allemagne - 1 : 4           |            |            |              |                                 |                                    |                |          |
| 12                                                                         | 13/07/1996 | Pörtschach | Terre (ext.) | Anke Huber                      | Barbara Paulus                     | 6-4, 6-3       | Parcours |
|                                                                            |            |            |              |                                 |                                    |                |          |
| 1997 - Barrage (groupe mondial II) - Autriche - Afrique du Sud - 3 : 2     |            |            |              |                                 |                                    |                |          |
| 13                                                                         | 12/07/1997 | Pörtschach | Terre (ext.) | Barbara Paulus                  | Joannette Kruger                   | 6-4, 6-4       | Parcours |
| 13                                                                         | 12/07/1997 | Pörtschach | Terre (ext.) | Amanda Coetzer                  | Barbara Paulus                     | 6-2, 6-0       | Parcours |

## Classements WTA en fin de saison

### En simple
| Année | 1986 | 1987 | 1988 | 1989 | 1990 | 1991 | 1992 | 1993 | 1994 | 1995 | 1996 | 1997 | 1998 |
| Rang  | 165  | 70   | 25   | 24   | 15   | 25   | 208  | 259  | 108  | 23   | 13   | 24   | 45   |

Source : (en) « Classements de Barbara Paulus », sur le site officiel du WTA Tour

### En double
| Année | 1986 | 1987 | 1988 | 1989 | 1990 | 1991 |
| Rang  | 310  | 405  | 137  | 89   | 338  | 234  |

Source : (en) « Classements de Barbara Paulus », sur le site officiel du WTA Tour